# Daniel Nekonečný

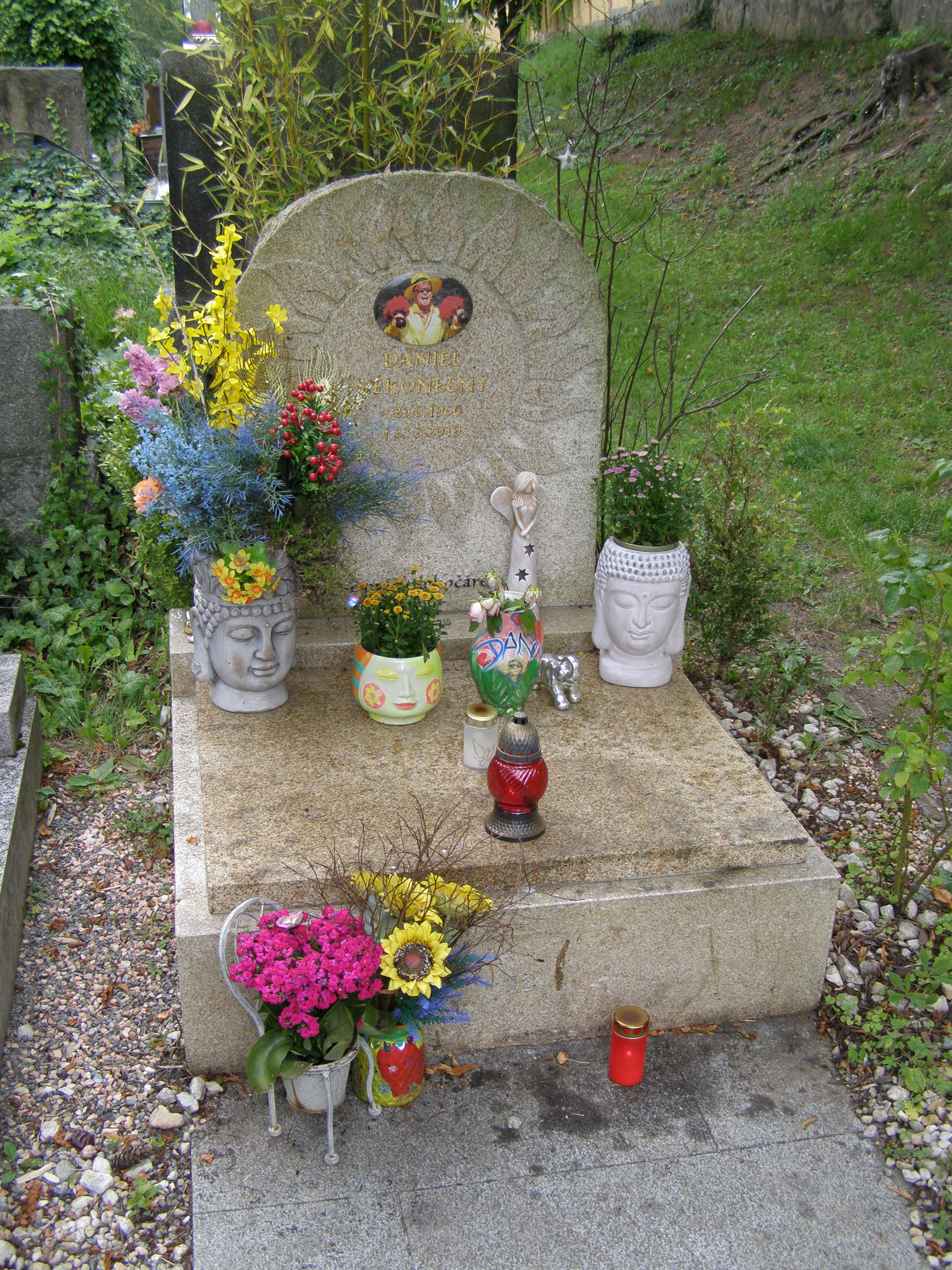
Hrob na hřbitově Malvazinky v Praze (MI/15)

Daniel Nekonečný, vlastním jménem Daniel Konečný (29. června 1966 Boskovice – 23. března 2019 Praha-Řeporyje), byl český zpěvák, tanečník, herec a šoumen.

## Život
Nekonečný vyrůstal v jihomoravských Boskovicích. Dva roky studoval herectví DAMU. Poté prošel různými povoláními, například pracoval v porodnici či jako hrobník.
Jako zpěvák začínal v kapele Laura a její tygři. V roce 1990 založil spolu s Milošem Vacíkem a Alešem Kudelou kapelu Šum svistu, s níž nahrál třeba hity Sexy Hafanana nebo Jsem bos. Jejich vystoupení byla typická atmosférou brazilských karnevalů. Měl v oblibě žlutou barvu, exotická zvířata jako lvy, tygry či papoušky. Sólově nahrál album Nekonečný šum. Označoval se za krále rozkoše.
Jako herec účinkoval například v televizní sérii Historky od krbu (1994) nebo ve filmech Eliška má ráda divočinu (1999), Jak se krotí krokodýli (2006) a Perinbaba a dva světy (2023), jehož premiéry se nedožil.
V úterý 26. března 2019 byl nalezen mrtvý ve svém bytě (podle některých zdrojů a fotografií v pronajatém rodinném domě) v pražských Řeporyjích, kde žil od roku 2009. Jeho přítelkyně Zuzana Kardová později uvedla za příčinu smrti infarkt myokardu a že zemřel 23. března 2019, jak odhalila pitva. Příčinou byl neléčený zvýšený krevní tlak. Pohřeb proběhl 4. dubna 2019. Ostatky Daniela Nekonečného jsou uloženy na dvou místech. Jedna z uren s popelem je uložena v rodinné hrobce v jihomoravských Boskovicích. Druhým místem je hrob na pražském hřbitově Malvazinky.
Po Nekonečném je pojmenována ulice v Praze-Stodůlkách.